# Mirage Studios
Mirage Studios är ett serieföretag, grundat 30 september 1983 av Kevin Eastman och Peter Laird. Företaget är för närvarande lokaliserat i Northampton, Massachusetts i USA.  Mirage Studios blev främst berömda för serierna om de fyra mutantsköldpaddorna Teenage Mutant Ninja Turtles, som började publiceras 1984.

## Serier
Många serier har publicerats av Mirage Studios, men de flesta var inte framgångsrika nog än att bara publiceras i några få nummer.
- Bade Biker & Orson av Jim Lawson
- Bioneers (comic book) av A.C. Farley
- Commandosaurs av Peter Laird
- Dino Island av Jim Lawson
- Gizmo av Michael Dooney
- Gobbledygook av olika tecknare
- Grunts av Peter Laird
- Melting Pot av Kevin Eastman och Eric Talbot
- Mirage Mini-Comics
- Paleo av Stephen Bissette
- Planet Racers av Peter Laird och Jim Lawson
- Plastron Cafe av olika tecknare
- Prime Slime Tails
- The Puma Blues av Michael Zulli
- Rockola av Ryan Brown
- Stupid Heroes av Peter Laird
- Teenage Mutant Ninja Turtles och relaterade titlar
- Usagi Yojimbo och relaterade titlar av Stan Sakai
- Xenotech av Michael Dooney

### Fotnoter
1. ↑  Douglas C. McGill (25 december 1988). ”DYNAMIC DUO: Kevin Eastman and Peter Laird; Turning Teenage Mutant Ninja Turtles Into a Monster” (på engelska). New York Times. http://www.nytimes.com/1988/12/25/business/dynamic-duo-kevin-eastman-peter-laird-turning-teenage-mutant-ninja-turtles-into.html. Läst 19 december 2015.
2. ↑  George Gene Gustines (14 juli 2012). ”Image Comics Is Having a Creative Renaissance” (på engelska). New York Times. http://www.nytimes.com/2012/07/15/business/media/image-comics-is-having-a-creative-renaissance.html?_r=0. Läst 19 december 2015.
3. ↑  ”TV & Video” (på engelska). Los Angeles Times. 25 juni 1990. http://articles.latimes.com/1990-06-25/entertainment/ca-550_1_teenage-mutant-ninja-turtles. Läst 19 december 2015.